# Bóng đá tại Đại hội Thể dục Thể thao toàn quốc 2002 – Nam
Nội dung bóng đá nam tại Đại hội Thể dục Thể thao toàn quốc 2002 diễn ra từ ngày 12 tháng 10 đến ngày 2 tháng 11 năm 2002 với 20 đội bóng tham dự. Đây là lần tổ chức thứ tư của môn bóng đá nam tại Đại hội Thể dục Thể thao toàn quốc.

## Các đội tham dự
Hai mươi đội tham dự giải đại diện cho các địa phương hoặc ngành được chia thành hai khu vực thi đấu, với 8 đội ở khu vực phía Bắc và 12 đội ở khu vực phía Nam.
| Khu vực phía Bắc                                                                                    |
| --------------------------------------------------------------------------------------------------- |
| 1. Thừa Thiên Huế 2. Nghệ An 3. Quân đội 4. Hải Phòng 5. Thanh Hoá 6. Nam Định 7. Đà Nẵng 8. Hà Nội |

| Khu vực phía Nam |
| --- |
| 1. Tiền Giang 2. Cần Thơ 3. Lâm Đồng 4. Tây Ninh 5. Bình Thuận 6. Bình Dương 7. Trà Vinh 8. Gia Lai 9. Đồng Tháp 10. Bình Định 11. Long An 12. Thành phố Hồ Chí Minh |

## Thể thức thi đấu
Các đội được bắt cặp, thi đấu với nhau theo thể thức loại trực tiếp một lượt trận. Nếu tỷ số hòa sau 90 phút thi đấu chính thức, loạt sút luân lưu sẽ được sử dụng để xác định đội thắng. Riêng trận chung kết, hai đội nếu hòa sẽ tiếp tục thi đấu hai hiệp phụ (có áp dụng luật bàn thắng vàng), trước khi tiến hành loạt sút luân lưu nếu cần thiết.

## Giải thưởng
| Vòng đấu | Tiền thưởng    |
| -------- | -------------- |
| Tứ kết   | 7.000.000 VNĐ  |
| Bán kết  | 10.000.000 VNĐ |
| Hạng ba  | 15.000.000 VNĐ |
| Á quân   | 30.000.000 VNĐ |
| Vô địch  | 60.000.000 VNĐ |

## Vòng loại

### Khu vực phía Bắc
Các trận đấu diễn ra vào ngày 19 tháng 10 năm 2002. Các đội thắng lọt vào vòng tứ kết.
| Đội 1          | Tỷ số       | Đội 2     |
| -------------- | ----------- | --------- |
| Thừa Thiên Huế | 0–1         | Nghệ An   |
| Quân đội       | 3–0         | Hải Phòng |
| Thanh Hóa      | 1–1 (5–4 p) | Nam Định  |
| Đà Nẵng        | 0–4         | Hà Nội    |

### Khu vực phía Nam

#### Vòng 1
Các trận đấu diễn ra vào ngày 12 tháng 10 năm 2002. Các đội thắng lọt vào vòng 2.
| Đội 1      | Tỷ số       | Đội 2      |
| ---------- | ----------- | ---------- |
| Tiền Giang | 5–1         | Cần Thơ    |
| Lâm Đồng   | 4–0         | Tây Ninh   |
| Bình Thuận | 0–1         | Bình Dương |
| Trà Vinh   | 1–1 (2–4 p) | Gia Lai    |

#### Vòng 2
Các trận đấu diễn ra vào ngày 19 tháng 10 năm 2002. Các đội thắng lọt vào vòng tứ kết.
| Đội 1      | Tỷ số       | Đội 2                 |
| ---------- | ----------- | --------------------- |
| Tiền Giang | 1–0         | Đồng Tháp             |
| Bình Định  | 3–0         | Lâm Đồng              |
| Bình Dương | 2–2 (2–4 p) | Long An               |
| Gia Lai    | 1–5         | Thành phố Hồ Chí Minh |

## Bán kết
Kể từ vòng bán kết, các trận đấu được tổ chức tại Sân vận động Thái Bình, tỉnh Thái Bình.
| Quân đội              | 2–1                      | Hà Nội |
| --------------------- | ------------------------ | ------ |
| - Thạch Bảo Khanh 50' | Chi tiết Chi tiết (VASC) |        |

| Bình Định        | 1–3                      | Thành phố Hồ Chí Minh       |
| ---------------- | ------------------------ | --------------------------- |
| Lê Minh Mính 90' | Chi tiết Chi tiết (VASC) | Huỳnh Hồng Sơn 1', 17', 19' |

## Tranh huy chương đồng
| Hà Nội            | 1–1      | Bình Định        |
| ----------------- | -------- | ---------------- |
| Phạm Minh Đức 78' | Chi tiết | Lê Minh Mính 77' |
| Loạt sút luân lưu |          |                  |
|                   | 7–6      |                  |

## Tranh huy chương vàng
| Quân đội                   | 2–1      | Thành phố Hồ Chí Minh  |
| -------------------------- | -------- | ---------------------- |
| Đặng Thanh Phương 41', 89' | Chi tiết | Giang Thành Thông 45+' |

| Vô địch Giải bóng đá nam Đại hội Thể dục Thể thao Toàn quốc 2002 |
| ---------------------------------------------------------------- |
| Quân đội Lần thứ 1                                               |